# Кристофер Пайк
Кристофер Пайк (англ. Christopher Pike) — персонаж научно-фантастической вселенной «Звёздный путь».

## Биография персонажа

Кристофер Пайк после облучения δ-лучами

Из эпизода «Клетка» известно, что он родился в городе Мохаве, на месте нынешней одноимённой пустыни, предположительно в той её части, которая расположена на территории штата Калифорния.
Кристофер Пайк — второй капитан звездолёта «Энтерпрайз» (в мультсериале «Звёздный путь: Анимационные серии» его предшественником на этом посту был капитан Роберт Эприл, что подтверждают также печатные художественные произведения и справочники по «Звёздному пути») и первый, показанный в каноне «Звёздного пути». Пайк принял командование кораблем «Энтерпрайз» в 2250 году, в возрасте 38 лет.
Через некоторое время после службы на «Энтерпрайзе», во время инспекции Пайка на кадетском судне старого звездолёта класса J разрушился отражатель. Кристофер Пайк спас людей, но сам подвергся сильному облучению δ-лучами. После этого он лишился возможности говорить и двигаться самостоятельно. Он был подключён к специальному инвалидному креслу, на котором мог ограниченно передвигаться и общаться с людьми посредством лампочки, где одна вспышка означает «да», две — «нет».
В 2267 году (эпизод «Зверинец») Пайк прилетает на Талос IV, где талосианцы приглашают его провести у них остаток жизни, освободившись от физического тела.

## Актёры
Пайк впервые появляется в пилотном эпизоде «Клетка» телесериала «Звёздный путь: Оригинальный сериал». Его роль исполнил Джеффри Хантер. Позже пилотная серия была переснята, поскольку Хантер отказался от дальнейших съёмок. Впоследствии Пайк появился в эпизоде «Зверинец», где его роль исполнил актёр Шон Кенни.
Кристофер Пайк — один из главных персонажей фильма «Звёздный путь» (2009), его сыграл актёр Брюс Гринвуд. В фильме «Стартрек: Возмездие» Гринвуд повторно сыграл Пайка.
Во 2 сезоне сериала «Звёздный путь: Дискавери» и в сериале Звездный путь: Странные новые миры его роль исполняет Энсон Маунт.